# Chipotle Mexican Grill
 (février 2014).
Si vous disposez d'ouvrages ou d'articles de référence ou si vous connaissez des sites web de qualité traitant du thème abordé ici, merci de compléter l'article en donnant les références utiles à sa vérifiabilité et en les liant à la section « Notes et références ».
Chipotle Mexican Grill est une chaîne de restauration rapide américaine, spécialisée dans la cuisine tex-mex fondée en 1993. Elle est cotée à la bourse de New York.
En 2022, Chipotle compte 3 129 restaurants aux États-Unis et 53 restaurants au Canada, au Royaume-Uni, en France et en Allemagne.
Son siège est situé à Newport Beach en Californie.

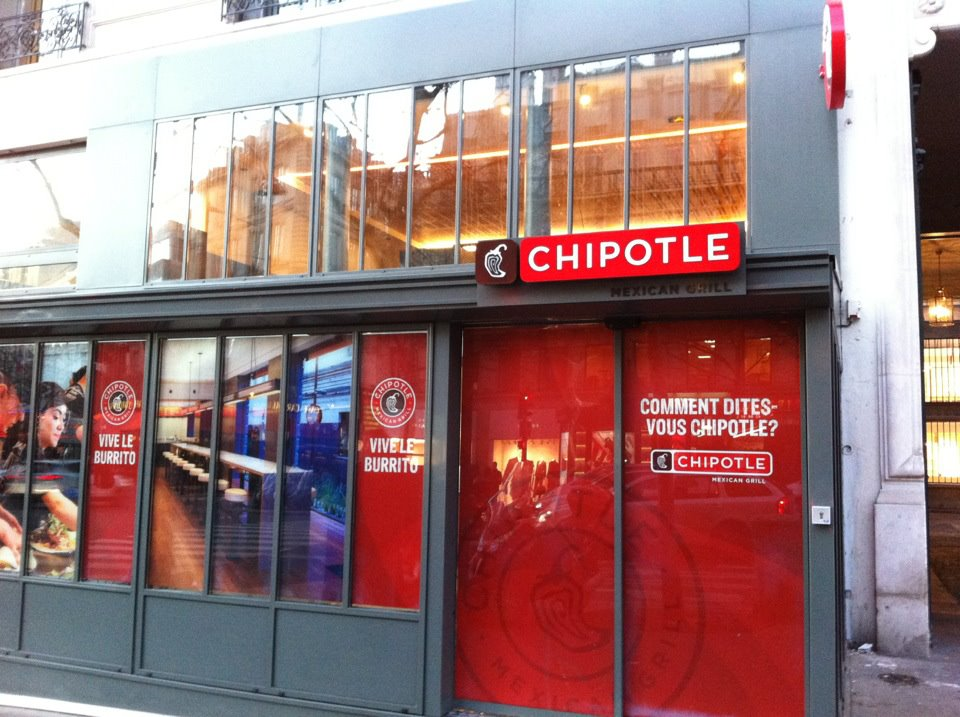
Restaurant Chipotle à Paris, janvier 2012.

## Histoire
Son fondateur Steve Ells (en) est un ancien étudiant de l’institut culinaire d’Amérique à Hyde Park (Culinary Institute of America), New York. Il devient chef pour Jeremiah Tower à San Francisco, en Californie. Il remarque alors que les taquerías remportent un très fort succès, notamment dans le Mission District. En 1993, grâce à l’expérience acquise à San Francisco, il ouvre le premier Chipotle à Denver dans le Colorado, dans un ancien magasin de glace.
Avec son père il calcule que pour être rentable, il doit vendre 197 burritos par jour. Après un mois, il en vend 1 000 par jour. Il ouvre un second restaurant en 1995 grâce aux bénéfices engendrés avec le premier, puis un troisième à crédit. Son père investit 1,5 million de dollars pour accélérer la croissance. En 1999, la chaîne dépasse les frontières du Colorado, et un premier restaurant ouvre à Columbus, Ohio, puis Minneapolis, Minnesota.
Le plan original de Steve Ells était d’ouvrir quelques restaurants mexicains pour ensuite ouvrir un restaurant plus gastronomique. Mais avec un tel succès, il décide de poursuivre l’aventure Chipotle.
En 1999, McDonald’s investit dans l’entreprise et, en 2000, devient l’investisseur principal. En 1998, on comptait 18 restaurants, en 2005 plus de 500.
En 2006, McDonald’s se désengage de Chipotle pour se recentrer sur son activité originelle. En tout, il aura investi 360 millions, et Chipotle lui aura fait engranger 1,5 milliard de dollars.
Aujourd’hui[Quand ?], Chipotle compte 750 000 clients chaque jour.

## Principaux actionnaires
Au 13 janvier 2020:
| The Vanguard Group                                      | 10,6% |
| Renaissance Technologies                                | 6,89% |
| Pershing Square Capital Management                      | 6,20% |
| Capital Research & Management                           | 5,12% |
| Fidelity Management & Research                          | 4,81% |
| SSgA Funds Management                                   | 3,96% |
| SCP III                                                 | 3,67% |
| Capital Research & Management (International Investors) | 3,45% |
| Jennison Associates                                     | 3,20% |
| Viking Global Investors                                 | 2,48% |

## En France
Chipotle possède six restaurants en France, cinq en région parisienne et un à Lyon. Le premier a ouvert ses portes en 2012 et se situe dans le 9e arrondissement de Paris. Le deuxième a ouvert en 2013 dans le 15e arrondissement de Paris, plus précisément au Centre commercial Beaugrenelle. Le troisième en 2014 à La Défense. Le quatrième en octobre 2015, dans le centre commercial So Ouest à Levallois-Perret. Le cinquième se trouve au boulevard Saint-Germain. Le sixième est situé dans le centre commercial de La Part-Dieu à Lyon et a ouvert ses portes en 2021.

## Principaux concurrents aux États-Unis
Ses principaux concurrents aux États-Unis sont Taco Bell, Qdoba et Baja Fresh.

## Provenance des ingrédients
En 1999, alors que Steve Ells souhaite améliorer le goût de la viande, il décide d’approvisionner ses restaurants auprès d’élevages de porcs en liberté. Cela engendre certes une hausse des prix, mais également une hausse de la demande de la part des clients.
En 2001, Chipotle réalise un rapport appelé « Food with integrity » (Nourriture intègre), qui met en avant les efforts de la chaîne dans l’utilisation de viandes saines, de produits biologiques, de produits laitiers sans hormones ajoutées. Tous les produits à base de porc proviennent d’élevage en extérieur, sans antibiotiques. La même politique est respectée pour le poulet, le bœuf…
Dans la mesure du possible, Chipotle utilise des produits locaux.
Enfin, le fromage provient de vaches qui n’ont pas reçu d’hormones de croissance, et 30 % d’entre elles viennent de pâturages